# NGC 5032B
NGC 5032B је спирална галаксија у сазвежђу Береникина коса која се налази на NGC листи објеката дубоког неба.
Деклинација објекта је + 27° 45' 50" а ректасцензија 13h 13m 25,6s. Привидна величина (магнитуда) објекта NGC 5032 износи 14,3 а фотографска магнитуда 15,2. NGC 5032B је још познат и под ознакама MCG 5-31-159, CGCG 160-165, KCPG 366A, PGC 45940.